# 南極小鬚鯨
南極小鬚鯨（Balaenoptera bonaerensis），又名南極鬚鯨或南方小鬚鯨，是一種小鬚鯨。

## 分類
以往所有小鬚鯨都被看為是同一物種。從線粒體DNA測試才發現南極小鬚鯨是與小鰛鯨獨立的物種。這個測試亦確定了小鰛鯨是南極小鬚鯨的最近親，故小鬚鯨分支是有效的。

## 特徵
南極小鬚鯨是最細小的鬚鯨屬及鬚鯨之一。在鬚鯨屬中，只有小鰛鯨較牠們細小。牠們長7.2-10.7米，重5.8-9.1噸。平均而言，雌鯨較雄鯨長約1米。幼鯨長2.4-2.8米。
南極小鬚鯨的背部呈深灰色，腹部白色。腹部有兩條淺灰色斑紋沿兩側向上。胸鰭深色，邊沿白色。
南極小鬚鯨與小鰛鯨有很多不同的地方。南極小鬚鯨較小鰛鯨稍大，小鰛鯨胸鰭的中間有白間。牠們身體顏色及體形也有些少分別。

## 分佈
南極小鬚鯨分佈在南半球的海洋。夏天牠們會較接近南極，冬天則向北遷徙，與侏儒小鬚鯨重疊棲息地。

## 捕鯨
最早紀錄捕獲南極小鬚鯨相信是於1950年至1951年間。到了1957年至1958年，並有493條南極小鬚鯨被捕獲，之後的數量不怎麼增長。但是到了1971年至1972年，共有3021條南極小鬚鯨被捕獲。自此，日本及蘇聯都一直有捕鯨活動，數量介乎每年5000-7000條。

## 保育狀況
世界自然保護聯盟對於南極小鬚鯨的狀況缺乏資料，但估計牠們的數量超過50萬條。

## 外部連結
- Official webpage of the Memorandum of Understanding for the Conservation of Cetaceans and Their Habitats in the Pacific Islands Region（页面存档备份，存于）